# Saint-Suliac
Saint-Suliac (en bretó Sant-Suliav, en gal·ló Saent-Suliau) és un municipi francès, situat a la regió de Bretanya, al departament d'Ille i Vilaine. L'any 2006 tenia 901 habitants. El nom deriva de Sant Sulià de Powys, monjo gal·lès fundador d'un monestir que originà el poble.

## Demografia
| Evolució de la població |      |      |      |      |      |      |      |      |
| 1793                    | 1800 | 1806 | 1821 | 1831 | 1836 | 1841 | 1846 | 1851 |
| 1437                    | 1614 | 1384 | 1577 | 1753 | 1884 | 1970 | 1990 | 1025 |

| 1856 | 1861 | 1866 | 1872 | 1876 | 1881 | 1886 | 1891 | 1896 |
| ---- | ---- | ---- | ---- | ---- | ---- | ---- | ---- | ---- |
| 967  | -    | 1050 | -    | 975  | 918  | -    | 909  | 881  |

| 1901 | 1906 | 1911 | 1921 | 1926 | 1931 | 1936 | 1946 | 1954 |
| ---- | ---- | ---- | ---- | ---- | ---- | ---- | ---- | ---- |
| 858  | 829  | 802  | 792  | -    | 751  | 722  | 684  | 555  |

| 1962 | 1968 | 1975 | 1982 | 1990 | 1999 | 2006 | 2011 | 2016 |
| ---- | ---- | ---- | ---- | ---- | ---- | ---- | ---- | ---- |
| 545  | 610  | 614  | 768  | 802  | 853  | -    | -    | -    |

| 2019 | - | - | - | - | - | - | - | - |
| ---- | - | - | - | - | - | - | - | - |
| -    | - | - | - | - | - | - | - | - |

## Administració
| Període   | Identitat      | Partit |
| --------- | -------------- | ------ |
| 2001-2008 | Roger Dufresne |        |
| 2008-     | Pascal Bianco  |        |